# Еритритол
Еритритолът (C4H10O4) е оптично активен бял кристален многовалентен алкохол, с точка на топене 121,5 °С. Използва се като междинно съединение в органичния синтез. Тетранитратният естер намира приложение в медицината за лекуване на сърдечни заболявания и хипертония.
Еритритолът има 60 – 70% сладостта на захарозата, но е некалоричен, не влияе на кръвната захар и не причинява кариес на зъбите.